# Miasta w Mozambiku
Według danych oficjalnych pochodzących z 2007 roku Mozambik posiadał ponad 90 miast o ludności przekraczającej 2 tys. mieszkańców. Stolica kraju Maputo jako jedyne miasto liczyło ponad milion mieszkańców; 1 miasto z ludnością 500÷1000 tys.; 12 miast z ludnością 100÷500 tys.; 8 miast z ludnością 50÷100 tys.; 19 miast z ludnością 25÷50 tys. oraz reszta miast poniżej 25 tys. mieszkańców.

## Największe miasta w Mozambiku
Największe miasta w Mozambiku według liczebności mieszkańców (stan na 16.09.2007):
| L.p. | Miasto    | Prowincja | Liczba ludności |
| ---- | --------- | --------- | --------------- |
| 1.   | Maputo    | Maputo    | 1 094 628       |
| 2.   | Matola    | Maputo    | 671 556         |
| 3.   | Nampula   | Nampula   | 471 717         |
| 4.   | Beira     | Sofala    | 431 583         |
| 5.   | Chimoio   | Manica    | 237 497         |
| 6.   | Nacala    | Nampula   | 206 449         |
| 7.   | Quelimane | Zambezia  | 193 343         |
| 8.   | Mocuba    | Zambezia  | 168 736         |
| 9.   | Tete      | Tete      | 155 870         |
| 10.  | Gurúè     | Zambezia  | 145 466         |

## Alfabetyczna lista miast w Mozambiku
(czcionką pogrubioną wydzielono miasta powyżej 1 mln)
- Alto Molócue
- Angoche
- Beira
- Bela Vista
- Bilene Macia
- Boane
- Búzi
- Caia
- Caniçado
- Catandica
- Chibuto
- Chicualacuala
- Chimoio
- Chinde
- Chiúre
- Chokwé
- Cuamba
- Dondo
- Gondola
- Gorongosa
- Gurúè
- Homoíne
- Iapala
- Ibo
- Inhambane
- Inhaminga
- Inharrime
- Inhassoro
- Insaca
- Lichinga
- Luabo
- Machipanda
- Macia
- Macomia
- Maganja da Costa
- Magude
- Malema
- Mandimba
- Manhiça
- Manica
- Manjacaze
- Maputo
- Marracuene
- Marromeu
- Marrupa
- Massinga
- Matola
- Maxixe
- Meconta
- Messica
- Metangula
- Milange
- Moamba
- Moatize
- Moma
- Mozambik
- Mocímboa da Praia
- Mocuba
- Monapo
- Montepuez
- Morrumbala
- Morrumbene
- Mossuril
- Mueda
- Murrupula
- Mutuáli
- Nacala
- Nacala-Velha
- Namaacha
- Namacurra
- Namapa
- Nametil
- Namialo
- Nampula
- Nhamatanda
- Nhamayabué (Mutarara)
- Nova Mambone
- Pebane
- Pemba
- Praia de Bilene
- Quelimane
- Quissico
- Ressano Garcia
- Ribáuè
- Sanga (Unango)
- Songo
- Tete
- Ulonguè
- Vilankulo
- Xai-Xai
- Xilembene
- Xinavane